# 42. Arany Málna-gála
A 42. Arany Málna-gálán (Razzies) – az Oscar-díj paródiájaként – az amerikai filmipar által 2021-ben gyártott, illetve az Amerikai Egyesült Államokban bemutatott legrosszabb filmeket, illetve azok alkotóit díjazták. A több mint 900 egyesült államokbeli és külföldi filmrajongó, kritikus, újságíró és filmes szakember G.R.A.F.-tag  jelölése alapján összeállított végleges listát február 7-én, a 2022. évi Oscarra jelöltek bejelentése előtti napon hozták nyilvánosságra. A „győztesek” kihirdetésének időpontja az Oscar-gálát megelőző napon, március 26-án volt.
A Covid19-pandémia hatásaira való tekintettel a díjazók 2022-ben is úgy döntöttek, hogy – igazodva a rendkívüli helyzetben megváltozott Oscar-szabályokhoz – ez évben kiterjesztik a díjra jelölhetők körét az online platformokon streamelt filmekre. Emiatt éppen a Broadway 2021-ben „legnagyobb durranásának” szánt zenés színházi darab, a Diana: A musical Netflixes változata kapta a legtöbb, összesen kilenc jelölést. (A színpadi változat sem érte meg a 40 előadást.) A díj alapítványi elnöksége úgy döntött, hogy „a rendszeres Razzie-jelölt”, aki 2021-ben nem kevesebb, mint nyolc alkotásban tűnt fel, „többször, mint azt a sztárkedvelő közönség gyomra meg tudna emészteni”, megérdemel egy külön kategóriát: Bruce Willis legrosszabb alakítása egy 2021-es filmben. E díjat végül is a Kozmikus bűn című  sci-fi akciófilmben nyújtott alakításáért ítélték oda. Miután azonban pár nappal később a családja bejelentette, hogy a színész afáziás, a díj alapítói visszavonták a Bruce Willisnek adott díjat, mondván: „Ha valakinek az egészségi állapota befolyásolja döntéseit és/vagy teljesítményét, tudomásul vesszük, hogy nem helyénvaló Razzie-t adni neki.”
A 4,97 dollár értékű, ragasztott, arany spray-vel festett, „nem vágyott trófeák” zömét két film kapta. A Diana: A musical öt kategóriában „nyert”: a legrosszabb film (amely a kritikusok szerint „a 2019-es Macskákat remekművé teszi!”); a legrosszabb női főszereplő, a legrosszabb női mellékszereplő, a legrosszabb rendező, valamint a legrosszabb forgatókönyv. A második helyet – három „győzelemmel” – az „inkább remake, mintsem folytatás” Space Jam: Új kezdet szerezte meg: a legrosszabb férfi főszereplő, a legrosszabb filmes páros; magát a filmet pedig a legrosszabb folytatásnak választották.
A négyszeres Razzie-nyertes Will Smith, akit az Oscar-esélyes Richard királyban nyújtott teljesítményéért dicsértek, megkapta a 2022. évi Arany Málna-megváltó díjat.

## Az Arany Málna-szezon menetrendje
A díjátadó menetrendjét 2022. január 2-án hozták nyilvánosságra.
| Dátum             | Esemény                                                   |
| ----------------- | --------------------------------------------------------- |
| 2022. január 21.  | A jelöltek kiválasztásának megkezdése e-mailen keresztül. |
| 2022. február 7.  | A jelöltek bejelentése.                                   |
| 2022. március 11. | A második körös szavazás megkezdése.                      |
| 2022. március 26. | A díjazottak kihirdetése.                                 |

## „Győztesek” és jelöltek
| „Győztes” |

| Kategória | „Győztesek” és Jelöltek |
| --- | --- |
| Legrosszabb film | |
| Diana: A musical, producer: Christine Earl, Frank Marshall, Beth Williams (The Kennedy/Marshall Company, Seeker Productions, Apache Digital)                                                 | |
| Karen, producer: Mary Aloe, Cory Hardrict, Taryn Manning, Tirrell D. Whittley (Flixville USA, BondIt Media Capital, Burke Management)                                                        | |
| Nő az ablakban, producer: Scott Rudin, Eli Bush, Anthony Katagas (Fox 2000 Pictures, Scott Rudin Productions)                                                                                | |
| Space Jam: Új kezdet, producer: Ryan Coogler, LeBron James, Duncan Henderson, Maverick Carter (Warner Animation Group, Proximity, SpringHill Entertainment)                                  | |
| Végtelen, producer: Lorenzo di Bonaventura, Mark Huffam, Stephen Levinson, Mark Vahradian, Mark Wahlberg, John Zaozirny (Paramount Pictures, New Republic Pictures, Di Bonaventura Pictures) | |
| Legrosszabb előzményfilm, remake, koppintás vagy folytatás | |
| Space Jam: Új kezdet, producer: Ryan Coogler, LeBron James, Duncan Henderson, Maverick Carter (Warner Animation Group, Proximity, SpringHill Entertainment)                                  | |
| Karen, producer: Mary Aloe, Cory Hardrict, Taryn Manning, Tirrell D. Whittley (Flixville USA, BondIt Media Capital, Burke Management)                                                        | |
| Nő az ablakban, producer: Scott Rudin, Eli Bush, Anthony Katagas (Fox 2000 Pictures, Scott Rudin Productions)                                                                                | |
| Tom és Jerry, producer: Chris DeFaria (Warner Animation Group, The Story Company) | |
| Twist, producer: Noel Clarke, Ben Grass, Jason Maza, Steve Newton, Matt Williams (Unstoppable Film and Television, Pure Grass Films, Particular Crowd)                                       | |
| Legrosszabb férfi főszereplő | |
| LeBron James – Space Jam: Új kezdet, mint önmaga | |
| Scott Eastwood – Veszélyes, mint Dylan “D” Forrester | |
| Roe Hartrampf – Diana: A musical, mint Károly walesi herceg | |
| Ben Platt – Kedves Evan Hansen, mint Evan Hansen | |
| Mark Wahlberg – Végtelen, Evan McCauley | |
| Legrosszabb női főszereplő | |
| Jeanna de Waal – Diana: A musical, mint Diána walesi hercegné | |
| Amy Adams – Nő az ablakban, mint Dr. Anna Fox | |
| Megan Fox – Hajsza egy gyilkos után, mint Rebecca Lombardi | |
| Taryn Manning – Karen, mint Karen | |
| Ruby Rose – Vanquish, mint Victoria | |
| Legrosszabb férfi mellékszereplő | |
| Jared Leto – A Gucci-ház, mint Paolo Gucci | |
| Ben Affleck – Az utolsó párbaj, mint Jean de Carrouges | |
| Nick Cannon – Tolvajok társasága, mint Ringo | |
| Mel Gibson – Veszélyes, mint Dr. Alderwood | |
| Gareth Keegan – Diana: A musical, mint James Hewitt, az izompacsirta ló trénere | |
| Legrosszabb női mellékszereplő | |
| Judy Kaye – Diana: A musical, mint Erzsébet királynő, valamint Barbara Cartland | |
| Amy Adams – Kedves Evan Hansen, mint Cynthia Murphy | |
| Sophie Cookson – Végtelen, mint Nora Brightman | |
| Erin Davie – Diana: A musical, mint Kamilla cornwalli hercegné | |
| Taryn Manning – Every Last One of Them, mint Maggie | |
| Bruce Willis legrosszabb alakítása egy 2021-es filmben | |
| Bruce Willis – Kozmikus bűn, mint James Ford | |
| Bruce Willis – Amerikai ostrom, mint Ben Watts | |
| Bruce Willis – Apex – Vadászok szigete, mint Thomas Malone | |
| Bruce Willis – Túl a holtponton, mint Ron Whitlock | |
| Bruce Willis – Fortress, mint Robert | |
| Bruce Willis – Gyilkos ösvény, mint Jack Harris | |
| Bruce Willis – Kereszttűzben, mint David | |
| Bruce Willis – Hajsza egy gyilkos után, mint Karl Helter | |
| Legrosszabb filmes páros | |
| LeBron James és bármely, a filmből csöpögő Warner-rajzfilmfigura – Space Jam: Új kezdet | |
| Bármelyik kétbalkezes szereplő és bármely bénán szövegezett (vagy koreografált) zeneszám – Diana: A musical                                                                                  | |
| Jared Leto és az ő 17 fontnyi latex arca, uncsi ruhái vagy nevetséges akcentusa – A Gucci-ház                                                                                                | |
| Ben Platt és minden más szereplő, aki úgy viselkedik, mint a nap 24 órájában éneklő Platt – Kedves Evan Hansen                                                                               | |
| Tom & Jerry (más néven Itchy & Scratchy) – Tom és Jerry | |
| Legrosszabb rendező | |
| Christopher Ashley – Diana: A musical | |
| Stephen Chbosky – Kedves Evan Hansen | |
| Coke Daniels – Karen | |
| Renny Harlin – Tolvajok társasága | |
| Joe Wright – Nő az ablakban | |
| Legrosszabb forgatókönyv | |
| Diana: A musical – Joe DiPietro és David Bryan | |
| Karen – Coke Daniels | |
| Tolvajok társasága – Kurt Wimmer és Robert Henny | |
| Twist – John Wrathall és Sally Collett | |
| Nő az ablakban – Tracy Letts, A.J. Finn regénye alapján | |
| Arany Málna-megváltó díj | Will Smith, aki eljutott a négyszeres Razzie-nyertes alakításoktól az Oscar-esélyes Richard királyban nyújtott teljesítményig |
| Arany Málna-megváltó díj | Jamie Dornan, aki az „ötven árnyalatos filmektől” a Belfastig emelkedett                                                      |
| Arany Málna-megváltó díj | Nicolas Cage, aki a kilencszeres Razzie-jelöléstől jutott el a Disznó főszerepében nyújtott alakításig                        |

### A kategóriákban előforduló filmek
Az „Arany Málna-megváltó díj” kategória alkotása kivételével.
| Jelölés | Díj | Magyar cím              | Eredeti cím                 |
| ------- | --- | ----------------------- | --------------------------- |
| 9       | 5   | Diana: A musical        | Diana: The Musical          |
| 5       | 0   | –––                     | Karen                       |
| 5       | 0   | Nő az ablakban          | The Woman in the Window     |
| 4       | 3   | Space Jam: Új kezdet    | Space Jam: A New Legacy     |
| 4       | 0   | Kedves Evan Hansen      | Dear Evan Hansen            |
| 3       | 0   | Tolvajok társasága      | The Misfits                 |
| 3       | 0   | Végtelen                | Infinite                    |
| 2       | 1   | A Gucci-ház             | House of Gucci              |
| 2       | 0   | Hajsza egy gyilkos után | Midnight in the Switchgrass |
| 2       | 0   | Tom és Jerry            | Tom & Jerry the Movie       |
| 2       | 0   | –––                     | Twist                       |
| 2       | 0   | Veszélyes               | Dangerous                   |
| 1       | 1   | Kozmikus bűn            | Cosmic Sin                  |
| 1       | 0   | Amerikai ostrom         | American Siege              |
| 1       | 0   | Apex – Vadászok szigete | Apex                        |
| 1       | 0   | Az utolsó párbaj        | The Last Duel               |
| 1       | 0   | Túl a holtponton        | Deadlock                    |
| 1       | 0   | –––                     | Every Last One of Them      |
| 1       | 0   | –––                     | Fortress                    |
| 1       | 0   | Kereszttűzben           | Survive the Game            |
| 1       | 0   | Gyilkos ösvény          | Out of Death                |
| 1       | 0   | –––                     | Vanquish                    |